# Pica (Tamarugal)
Pica é uma comuna da província de Tamarugal, localizada na Região de Tarapacá, Chile. Possui uma área de 8 934,3 km² e uma população de 6 178 habitantes (2002).